# Andoni Iraola
Andoni Iraola Sagarna (Usurbil, 1982. június 22. –) spanyol labdarúgó, edző, jelenleg az AFC Bournemouth edzője.

## Pályafutása

### Klubcsapatban
Iraola egész pályafutását az Athletic Club csapatánál töltötte. A 2003-2004-es szezonban mutatkozott be az élvonalban. Azóta több mint 510 mérkőzésen lépett pályára a spanyol bajnokságban. 2009-ben és 2012-ben spanyol kupa döntőt játszhatott, mindkétszer a Barcelona ellen, azonban mindkét találkozót elveszítette csapata. 2012-ben Európa liga döntőt is elveszítette csapatával.

### A válogatottban
8 alkalommal játszott a spanyol válogatottban, gólt nem szerzett. Első válogatott meccsét 2008 augusztusában játszotta Dánia ellen.